# 太極殿

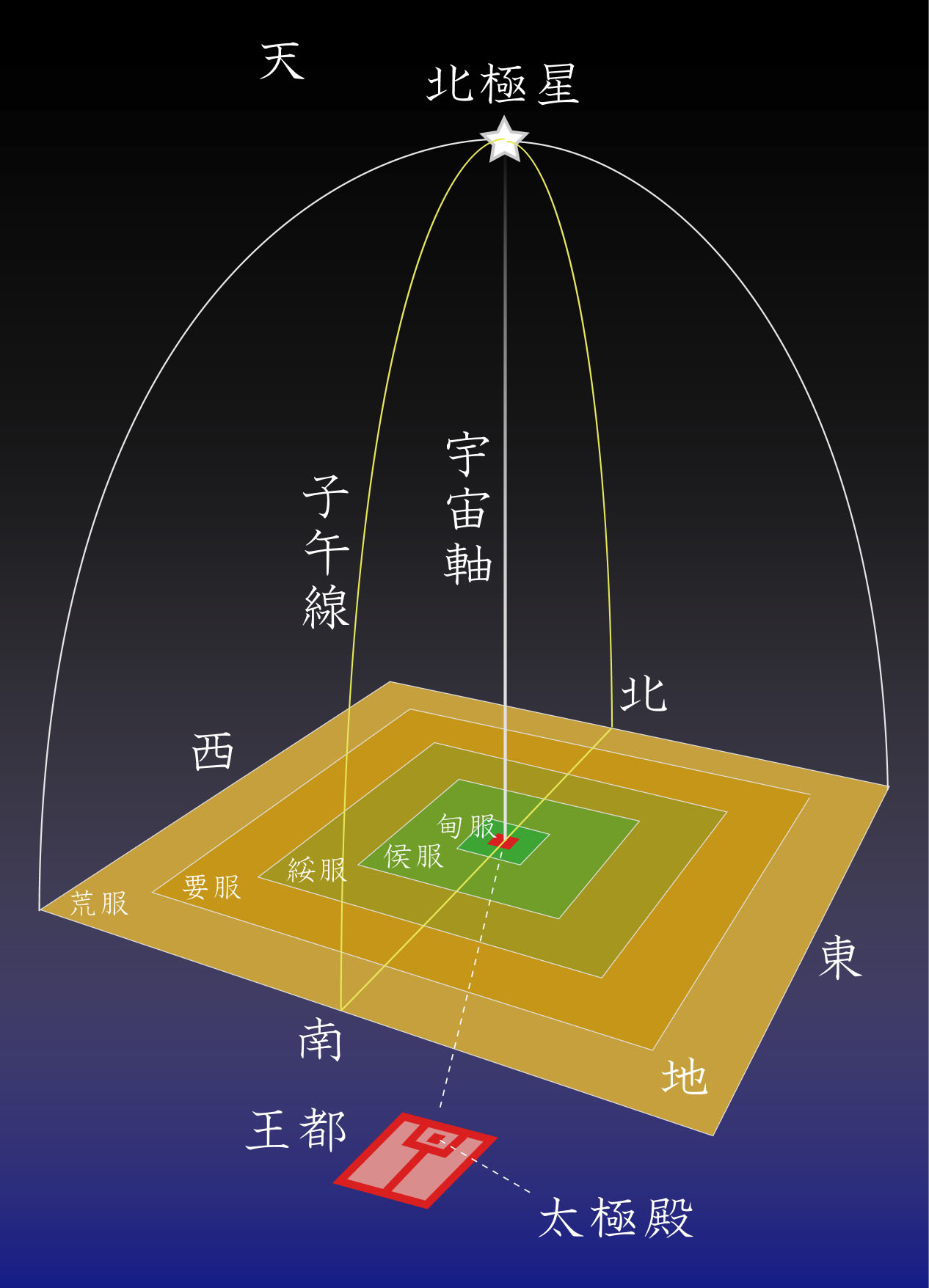
王都・太極殿を中心とする世界観

太極殿（たいきょくでん）は、3世紀-10世紀の中国において、当時流行していた太極思想に基づき王宮の中枢施設に付けられた名称。
「太極」という語が最初に文献に現われるのは『荘子』太宗師篇で、道に準じる存在として言及される。『易経』の十翼の繋辞伝上では、太極は陰陽を生みひいては万物の根源となる存在とされる。
後漢の鄭玄らが集大成した讖緯思想の影響を受けた太極思想は、太極を北極、北極星、北極星を囲む紫微宮に比定し、それを天の中心たる万物の根源、天帝の常居と考えた。すなわち太極という抽象概念を天空の星座になぞらえ、可視化・具象化した。そこにおいて、天帝の常居である北極星と、天帝に代わり天下に臨む天子の住居である太極殿は互いに対応し、言い換えれば太極殿は宇宙の中心に直結する場と認識された。北極星（北辰、天極、帝星）を絶対視するこうした北辰・北斗信仰は後漢以降に広まり、太極殿の名も継承されていった。
「太極殿」の名を初めて用いた曹魏洛陽は、北宮と南宮を併用する後漢洛陽の両宮制を廃し、南宮のみを用いる一宮制に転換した。それゆえその唯一性・絶対性を顕示するため、王宮の中心施設を万物の根源、すなわち太極殿と名付けたと考えられる。以降、唐長安に至るまでの780年間にわたり、西魏・北周・隋を除く歴代王朝が王宮の中枢施設に太極殿の名を用いた。具体的は、次のように挙げられる。
- 曹魏 洛陽（220年-265年）
- 西晋 洛陽（265年-313年）
- 東晋 建康（317年-420年）
- 後趙 鄴（335年-350年）
- 前秦 長安（351年-394年）
- 後秦 長安（386年-417年）
- 北魏 平城（398年-493年）（太極殿の建造は492年）
- 北魏 洛陽（493年-534年）
- 宋 建康（420年-479年）
- 斉 建康（479年-502年）
- 梁 建康（502年-557年）
- 隋 建康（557年-589年）
- 唐 長安（618年-904年）

太極殿の建造と修築は王権の正統性を示す論拠の一つであり、それは特に、複数の政権が割拠した五胡十六国から南北朝にかけて各王朝が自らの正統性を誇示し視覚化する役割を果たした。
唐末を経て宋になると、仏教の理の概念の影響を受け、儒者らは鄭玄らの緯書を批判して太極を「理」、すなわち世界秩序の根源と同一視するようになった。あらゆる存在を相対化させる秩序という、より抽象的・普遍的概念へと変容することで「太極」は唯一性という意味を失ってゆき、太極殿という名の重要性も失われていった。北宋洛陽城の主要宮殿は太極殿と名付けられたが、これは唐の文化の正統な継承者という自負から来るものに過ぎず、政治の中心である開封では外朝に大慶殿・文徳殿、内朝に紫宸殿・垂拱殿・崇政殿・延和殿が建てられた。清の北京の宮殿にも太極殿があったが、これも政治の中枢としては使われなかった。
日本では王宮の中心施設として「大極殿」が建てられた。「太」と「大」はしばしば通用されるため一概には言えないが、唐の使節の目を憚って意図的に欠筆した可能性はある。